# 須磨型防護巡洋艦
| 須磨型防護巡洋艦 | 須磨型防護巡洋艦                                                      |
| ---------------- | --------------------------------------------------------------------- |
| 大阪港での須磨   |                                                                       |
| 艦級概観         |                                                                       |
| 艦種             | 防護巡洋艦                                                            |
| 艦名             | 地名                                                                  |
| 前級             | 吉野型                                                                |
| 次級             | 笠置型                                                                |
| 要目（須磨）     |                                                                       |
| 排水量           | 常備：2,657トン                                                       |
| 全長             | 垂線間長：93.50m                                                      |
| 全幅             | 12.25m                                                                |
| 吃水             | 4.63m                                                                 |
| 機関             | 円缶8基 直立型3気筒3段膨張レシプロ2基 2軸、8,500馬力                  |
| 速力             | 20.0ノット                                                            |
| 航続距離         | 10ノットで11,000海里                                                  |
| 燃料             | 石炭540トン                                                           |
| 乗員             | 256名                                                                 |
| 兵装             | 15.2cm単装砲2門 12cm単装砲6門 4.7cm単装砲12門 45.7cm水上魚雷発射管2門 |
| 装甲             | 甲板水平部：25mm 甲板傾斜部：51mm                                     |

須磨型防護巡洋艦（すまがたぼうごじゅんようかん）は、日本海軍の防護巡洋艦。同型艦2隻。

## 概要
初の国産防護巡洋艦である「秋津洲」の小型化改良型である。
1891年（明治24年）度に1隻、1893年（明治26年）度に1隻が計画され、横須賀鎮守府造船部で建造された。
1894年（明治27年）の日清戦争開戦には間に合わず1番艦「須磨」が1896年（明治29年）、2番艦「明石」が1899年（明治32年）に竣工した。「明石」は「須磨」から船体寸法などが変更され、要目が若干相違する。
「須磨」は1898年（明治31年）の類別制定より三等巡洋艦とされ、1899年（明治32年）には邦人保護のためマニラに派遣された。
「明石」は竣工時より三等巡洋艦に編入され、両艦で1900年（明治33年）の義和団の乱により大沽に派遣。
日露戦争では黄海海戦、日本海海戦等に参加した。
1912年（大正元年）に二等巡洋艦となり、第一次世界大戦に参加した。
1921年（大正10年）に二等海防艦に類別変更、「須磨」は1923年（大正12年）に除籍となり1928年（昭和3年）に廃船となった。
「明石」は1928年（昭和3年）に除籍、1930年（昭和5年）に撃沈処分とされている。

## 同型艦
- 須磨 （初代）
- 明石 （初代）